# Бриофиллум
| По современной классификации на основе системы APG IV таксон является синонимом рода Каланхоэ куда отнесены все виды, ранее включавшиеся в род Бриофиллум. |

Бриофи́ллум, или бриофи́ллюм (лат. Bryophýllum) — род растений семейства Толстянковые. Нередко название Bryophyllum Salisb. включают в синонимику рода Каланхое (Kalanchoe).
Прямостоячие суккулентные кустарники или кустарнички высотой до 1—2 м, иногда вьющиеся или стелющиеся, длиной до 6—8 м.

## Ботаническое описание
Листья супротивные или по 3 в мутовке, образуют по краю дочерние побеги, легко укореняющиеся и служащие для вегетативного размножения.
Цветки 4-членные, большей частью повисающие, в метёлках или полузонтиках. Венчик большей частью ярко окрашенный. Тычинок 8, они прикрепляются в основании цветочной трубки (в отличие от каланхое).
Плод — многосемянная листовка.

## Распространение и экология
Около 20 видов, главным образом на острове Мадагаскар.
Растут на сухих каменистых почвах на высоте до 2 450 м над уровнем моря, часто вдоль дорог и у жилья.

## Значение и применение
Сок листьев (так называемый сок каланхоэ) некоторых видов используют как лекарственное средство.
Заболевания желудочно-кишечного тракта. Бриофиллум помогает при заболеваниях органов пищеварения. Его препараты используют при лечении воспалительных процессов в желудке и кишечнике — гастритов, энтеритов, колитов, язвенной болезни желудка и двенадцатиперстной кишки. Они оказывают комбинированное действие на больной орган: снимают воспаление слизистой желудка и кишечника, стимулируют процессы регенерации (восстановления) эпителиальных тканей. Но поскольку спектр заболеваний желудочно-кишечного тракта очень широк, дозировку и методы применения препаратов каланхое в каждом случае определяет врач.
Ряд видов выращивают в оранжереях и жилых помещениях.

## Виды
По информации базы данных The Plant List, род включает 47 видов:
- Bryophyllum adelae (Hamet) A.Berger
- Bryophyllum beauverdii (Hamet) A.Berger
- Bryophyllum bergeri (Raym.-Hamet & Perrier) Govaerts
- Bryophyllum bogneri (Rauh) V.V.Byalt
- Bryophyllum bouvetii (Raym.-Hamet & Perrier) A.Berger
- Bryophyllum calcicola (H.Perrier) V.V.Byalt
- Bryophyllum campanulatum (Baker) V.V.Byalt, Udalova & I.M.Vassiljeva
- Bryophyllum curvulum (Desc.) V.V.Byalt
- Bryophyllum cymbifolium (Desc.) V.V.Byalt
- Bryophyllum daigremontianum (Raym.-Hamet & Perrier) A.Berger
- Bryophyllum delagoense (Eckl. & Zeyh.) Druce
- Bryophyllum fedtschenkoi (Raym.-Hamet & H.Perrier) Lauz.-March.
- Bryophyllum gastonis-bonnieri (Gamet & Perrier) Lauz.-March.
- Bryophyllum gracilipes (Baker) Eggli
- Bryophyllum × houghtonii (D.B.Ward) P.I.Forst.
- Bryophyllum humificum (Desc.) V.V.Byalt
- Bryophyllum inauratum (Desc.) V.V.Byalt
- Bryophyllum jongmansii (Hamet) Govaerts
- Bryophyllum laetivirens (Desc.) V.V.Byalt
- Bryophyllum lauzac-marchaliae V.V.Byalt
- Bryophyllum laxiflorum (Baker) Govaerts
- Bryophyllum × lokarana (Desc.) V.V.Byalt
- Bryophyllum macrochlamys (Perr.) A.Berger
- Bryophyllum manginii (Raym.-Hamet & H.Perrier) Nothdurft
- Bryophyllum marnierianum (H.Jacobsen) Govaerts
- Bryophyllum miniatum (Hilsenb. & Bojer) A.Berger
- Bryophyllum mortagei (Raym.-Hamet & Perrier) Wickens
- Bryophyllum peltatum (Baker) V.V.Byalt, Udalova & I.M.Vassiljeva
- Bryophyllum peltigerum (Desc.) V.V.Byalt
- Bryophyllum pinnatum (Lam.) Oken
- Bryophyllum poincarei (Hamet) Govaerts
- Bryophyllum porphyrocalyx (Baker) A.Berger
- Bryophyllum proliferum Bowie ex Hook.
- Bryophyllum pseudocampanulatum (Mannoni & Boiteau) Govaerts
- Bryophyllum pubescens (Baker) Govaerts
- Bryophyllum × rechingeri (Raym.-Hamet ex Rauh & Hebding) V.V.Byalt
- Bryophyllum rolandi-bonapartei (Raym.-Hamet & Perrier) Govaerts
- Bryophyllum rosei (Raym.-Hamet & Perrier) A.Berger
- Bryophyllum rubellum Baker
- Bryophyllum sanctulum (Desc.) V.V.Byalt
- Bryophyllum schizophyllum (Baker) A.Berger
- Bryophyllum serratum (Mannoni & Boiteau) Blanco
- Bryophyllum streptanthum (Baker) A.Berger
- Bryophyllum suarezense (H.Perrier) A.Berger
- Bryophyllum uniflorum (Stapf) A.Berger
- Bryophyllum waldheimii (Raym.-Hamet & Perrier) Lauz.-March.